# August Wilson Theatre
Le August Wilson Theatre est un théâtre de Broadway situé au 245 West 52nd Street dans le centre de Manhattan (New York). Le théâtre, nommé d'après le dramaturge lauréat du prix Pulitzer August Wilson (2005), est détenu et exploité par Jordan Roth de Jujamcyn Theatres. Le théâtre compte 1 222 places, et son spectacle joué le plus longtemps est Jersey Boys (2005-2017).

## Histoire
Conçu par les architectes C. Howard Crane et Kenneth Franzheim et construit par la Theatre Guild, elle a ouvert sous le nom Guild Theatre en 1925 avec une reprise de la pièce de théâtre César et Cléopâtre de George Bernard Shaw. Theresa Helburn a présidé la cérémonie d'inauguration.
En 1943, le bâtiment a été loué à WOR-Mutual Radio en tant que studio radio. L'American National Theatre and Academy l'a acheté en 1950 et l'a rebaptisé ANTA Theatre. En 1981, le théâtre a été acheté par Jujamcyn Theatres et nommé Virginia Theatre en l'honneur du propriétaire et membre du conseil d'administration de Jujamcyn, Virginia McKnight Binger.
Après la mort de son mari, James H. Binger, en 2004, le producteur et président de Jujamcyn, Rocco Landesman a annoncé son intention d'acheter Jujamcyn. Il a déclaré au New York Times qu'il avait une entente de longue date avec Binger qu'il achèterait les cinq maisons de la société. Les cinémas avaient une valeur liquidative estimée à 30 millions de dollars.
Le 16 octobre 2005, quatorze jours après la mort du dramaturge américain August Wilson, le théâtre a été rebaptisé en son honneur. La même année, Jordan Roth rejoint les Jujamcyn Theatres.
En 2009, Landesman a été engagé par l'administration Obama pour diriger la National Endowment for the Arts. Landesman a vendu la moitié de sa participation au producteur de théâtre à succès de 33 ans, Jordan Roth. Roth a pris le contrôle total des opérations lorsque Landesman est parti pour la NEA et détient et exploite toujours l'entreprise aujourd'hui.

## Productions notables
- 1926 : Pygmalion
- 1928 : Major Barbara
- 1931 : Mourning Becomes Electra

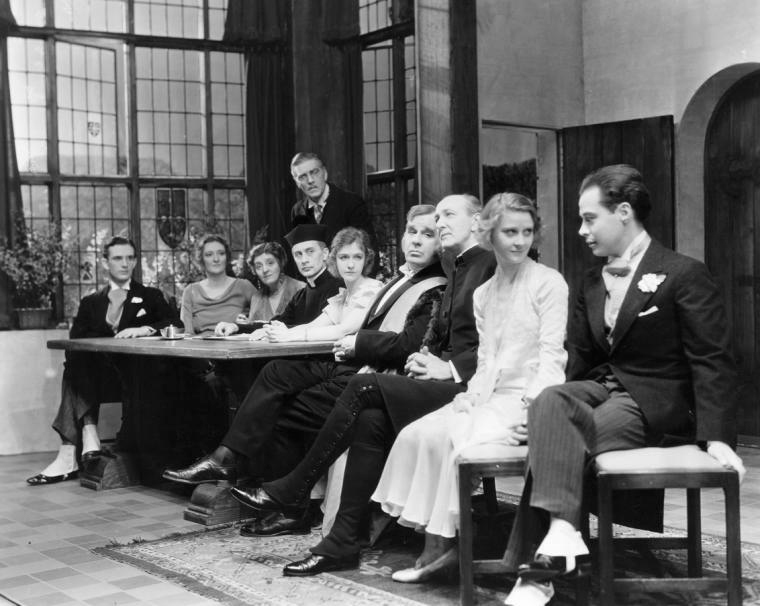
Troupe de Getting Married de la Theatre Guild en 1931.

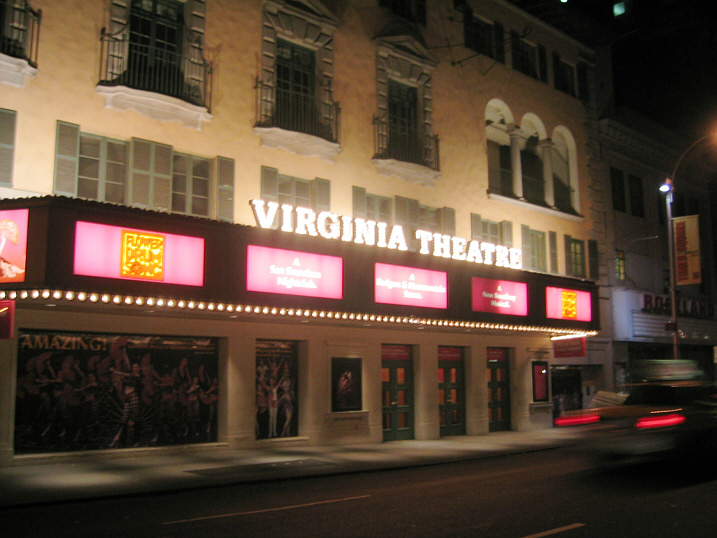
Flower Drum Song à l'affiche du théâtre en 2003.

- 1936 : And Stars Remain with Clifton Webb as Overton Morrell[4]
- 1938 : The Merchant of Yonkers
- 1941 : Ah, Wilderness!
- 1951 : The House of Bernarda Alba
- 1952 : Golden Boy
- 1955 : A Day by the Sea, The Skin of Our Teeth, Seventh Heaven
- 1958 : Say, Darling, J.B.
- 1961 : A Man for All Seasons
- 1964 : The Owl and the Pussycat
- 1965 : The Royal Hunt of the Sun
- 1968 : Maggie Flynn
- 1969 : Our Town
- 1971 : Purlie
- 1972 : Different Times
- 1974 : Cat on a Hot Tin Roof
- 1975 : Summer Brave
- 1976 : Bubbling Brown Sugar
- 1978 : First Monday in October
- 1980 : The Suicide
- 1981 : Copperfield
- 1983 : On Your Toes
- 1988 : Carrie
- 1989 : City of Angels
- 1992 : Jelly's Last Jam
- 1993 : My Fair Lady
- 1995 : Smokey Joe's Cafe
- 2000 : The Wild Party
- 2002 : Flower Drum Song, The Crucible
- 2003 : Little Shop of Horrors
- 2005 : Little Women
- 2005 : Jersey Boys
- 2017 : Groundhog Day, Home for the Holidays
- 2018 : Mean Girls
- 2024 : Cabaret